# Gastropholis prasina
Espèce
Synonymes
- Bedriagaia moreaui Loveridge, 1936[1]

Statut de conservation UICN

 NT  : Quasi menacé
Gastropholis prasina est une espèce de sauriens de la famille des Lacertidae.

## Répartition
Cette espèce se rencontre dans le nord-est de la Tanzanie et dans le sud-est du Kenya,.

## Histoire
G. prasina  est décrit par Werner en 1904 et en 1921, Boulenger donne comme localisation Usambara.

## Habitat
G. prasina est présente dans les forêts, les bois et les fourrés de la plaine côtière. Il peut être présent à la fois près du sol et aussi dans la canopée, où on pense qu'il utilise de petites branches comme perchoirs. Il est observé dormant sur des branches, soutenu par sa grande queue.

## Description
C'est un lézard mince et vert vif avec une longue queue préhensile. Cette queue représente environ 70 % de la longueur de son corps. Les écailles de son dos sont de couleur vert émeraude. Elles sont petites, lisses et non superposées. Celles de sa face inférieure sont jaune-vert et carénées. Il y a des taches de turquoise autour de ses membres. Le long de son corps, sur les côtés, peuvent parfois être présentes des lignes noires mouchetées. On retrouve aussi des taches noires sur sa queue. Sa langue est rouge vif.
Sa longueur peut atteindre les 40 cm mais la taille moyenne reste entre 25 et 35 cm. Les juvéniles mesurent 11 à 12 cm de long. Ses doigts sont longs et grêles, avec une griffe crochue à l'extrémité.

## Biologie et comportement
C'est une espèce arboricole qui est active le jour. Son régime alimentaire se compose principalement d'insectes, mais il est connu qu'il mange de plus petits lézards en captivité. Le comportement d'accouplement consiste en ce que le mâle mord le cou de la femelle et entrelace les queues. Il est ovipare. En captivité, il pond des couvées de cinq œufs au début de l'automne.

## Publication originale
- Werner, 1904 : Beschreibung neuer Reptilien aus den Gattungen Acanthosaura, Calotes, Gastropholis und Typhlops. Zoologische Anzeiger, vol. 27, p. 461-464 (texte intégral).